# Agathe Israel
Agathe Israel (* 1949 in Hildburghausen als Agathe Köhler) ist eine deutsche Psychiaterin, Psychoanalytikerin und Autorin. Ihr Schwerpunkt in Forschung und Publikationen ist die Psychologie von Frühgeborenen, Säuglingen und der Eltern-Kind-Beziehung.

## Leben
Agathe Israel wuchs in der DDR auf und studierte Medizin in Jena. Anfang der 1970er beteiligte sie sich als Ärztin an der Sozialpsychiatriereform in Leipzig. So initiierte sie die Anwendung der im staatlichen Gesundheitswesen der DDR weitverbreiteten Intendierten Dynamischen Gruppenpsychotherapie aufs Jugendalter und setzte diese gemeinsam mit ihrem Leipziger Team um. 1986 promovierte sie an der medizinischen Fakultät der Universität Leipzig mit einer Dissertation zum Thema Die neuropsychiatrische Versorgung im Kindes- und Jugendalter im Bezirk Leipzig. 1988 wurde Israel für die Kinder- und Jugendpsychotherapie im Fachkrankenhaus für Neurologie und Psychiatrie Berlin-Lichtenberg (1992 fusioniert zum Evangelischen Krankenhaus Königin Elisabeth Herzberge, kurz KEH) gewonnen und mit der Bildung eines Bereichs für Psychotherapie im Kindes- und Jugendalter mit 50 Behandlungsplätzen beauftragt. Sie wurde Leiterin der Klinik für Kinder- und Jugendpsychiatrie und Psychotherapie im KEH Berlin.
Israel ist Fachärztin für Neurologie/Psychiatrie, für Kinder- und Jugendpsychiatrie sowie für Psychotherapeutische Medizin, ferner Psychoanalytikerin für Kinder, Jugendliche und Erwachsene. Sie ist Lehranalytikerin der DGPT. Nach langer Tätigkeit in der stationären Kinder- und Jugendpsychiatrie arbeitete sie in eigener Praxis mit dem Schwerpunkt Säuglings-Kleinkind-Eltern-Psychotherapie (SKEPT) in Neuenhagen bei Berlin. Sie gehört der Vereinigung Analytischer Kinder- und Jugendlichen-Psychotherapeuten in Deutschland e. V. (VAKJP) an und ist dort Ansprechpartnerin für die neuen Bundesländer.
Sie ist Mitbegründerin und Vorstand des Institut für Analytische Kinder- und Jugendlichen-Psychotherapie in Berlin (IAKJP), heute mit dem Zusatz Esther Bick.
Agathe Israel illustrierte die von ihrem Ehemann Jürgen Israel 1978 herausgegebene Werkauswahl Der Regenengel von Christine Busta sowie das 2013 veröffentlichte Werk Eine Auswahl aus den Gedichten von Jürgen Israel mit Grafiken. Beide leben und arbeiten in Neuenhagen bei Berlin.

## Forschung und Rezeption
Israel hat die psychischen Folgen der öffentlichen Früherziehung in der DDR untersucht und aus psychologischer Sicht die wesentlichen Merkmale der Abwertung von kindlicher Entwicklungslangsamkeit in der von ihr so genannten „Erziehungsdiktatur“ DDR geprägt. Ihre Untersuchungen wurden von der Bundesstiftung zur Aufarbeitung der SED-Diktatur gefördert. Sie beschreibt eine sehr frühzeitige Herauslösung aus der Familie: „Frühkindliche Deprivation, also Beraubung der wesentlichsten Erfahrung ‚Geborgenheit‘ waren die Folge.“
Die Bundesstiftung zur Aufarbeitung der SED-Diktatur sieht in der von Israel gemeinsam mit Ingrid Kerz-Rühling herausgegebenen Studie Krippen-Kinder in der DDR „einen wegweisenden Beitrag zur aktuellen Diskussion um Kleinkinderbetreuung in Deutschland“. Die Studie basiert „auf umfangreichen qualitativen Interviews mit 20 ehemaligen Krippenkindern, die heute eigene Kinder in frühkindlichen Erziehungseinrichtungen untergebracht haben“.
Israel befasst sich ferner mit der Erforschung frühen Erlebens und mit Frühgeborenen- und Säuglingsbeobachtung.

## Veröffentlichungen
- Kindheit in der DDR. Repressive Erziehung und ihre Folgen. In: Psychomed. 2 II 1990, S. 104–107.
- Analytical implications in the Intended Dynamic Group Psychotherapy. In: Psychologische Beiträge, 35. Jg., Nr. 4, 1993.
- Die Entwicklung früher Objektbeziehungen im Spiegel einer Säuglingsbeobachtung. In: Forum der Psychoanalyse – Zeitschrift für klinische Theorie und Praxis, 17. Jg., Nr. 2, Springer, Juni 2001, ISSN 0178-7667, S. 140–157.
- Am Anfang war die Trennung. In: Publik-Forum, Nr. 13/2001, 13. Juli 2001 (online).
- Suchet, so werdet ihr finden – unsere unruhigen Kinder. In: Analytische Kinder- und Jugendlichen-Psychotherapie, 34. Jg., Heft 117, 1/2003, Brandes & Apsel, ISBN 3-86099-837-4, S. 43–59.[14]
- als Hrsg.: Der Säugling und seine Eltern. Die psychoanalytische Behandlung frühester Entwicklungsstörungen. Brandes & Apsel, Frankfurt am Main 2007, ISBN 978-3-86099-861-8.
- mit Björn Reißmann: Früh in der Welt. Das Erleben des Frühgeborenen und seiner Eltern auf der neonatologischen Intensivstation. Brandes & Apsel, Frankfurt am Main 2008, ISBN 978-3-86099-870-0.[15]
- mit Ingrid Kerz-Rühling (Hrsg.): Krippen-Kinder in der DDR. Frühe Kindheitserfahrungen und ihre Folgen für die Persönlichkeitsentwicklung und Gesundheit. Brandes & Apsel, Frankfurt am Main 2008, ISBN 978-3-86099-869-4.[16][17][13]
- Frühe Kindheit in der DDR. In: Kinderanalyse, 16. Jg., Heft 2, April 2008, S. 100–127 (gekürzte Fassung online).[18][19]
- Aspekte der Selbstentwicklung und frühe Fremdbetreuung. In: Analytische Kinder- und Jugendlichen-Psychotherapie, 40. Jg., Heft 142, 2/2009, Brandes & Apsel.
- Das Dritte in der Inneren und äußeren Welt des Kindes, dargestellt am Beispiel einer Säuglings-Eltern-Psychotherapie. In: Peter Diederichs: Äußere und innere Realität: Theorie und Behandlungstechnik der Psychoanalyse im Wandel. Klett-Cotta, 2011, ISBN 978-3-608-94667-3, S. 239–260.
- Beiträge in: Michael Geyer (Hrsg.): Psychotherapie in Ostdeutschland. Geschichte und Geschichten 1945–1995. Vandenhoeck & Ruprecht, Göttingen 2011, ISBN 978-3-525-40177-4 (teilweise einsehbar bei Google Books).[20]
  - Entwicklung der Kinderpsychotherapie I. S. 117–125.
  - Entwicklung der Kinderpsychotherapie II – Die 1960er Jahre. S. 218 ff.
  - Entwicklung der (analytischen) Kinderpsychotherapie III – Die 1970er Jahre. S. 437 ff.
  - Entwicklung der (analytischen) Kinderpsychotherapie – die 1980er Jahre. S. 571 f.
  - mit Michael Scholz: Die Entwicklung der Kinder- und Jugendpsychotherapie im Leipziger Raum. S. 573–578.
- Krippenerziehung in der DDR – Frühe Kindheit in der staatlichen Institution. In: KiTa Fachtexte, einer Kooperation der Alice Salomon Hochschule Berlin, Fröbel-Gruppe und der Weiterbildungsinitiative Frühpädagogische Fachkräfte (WiFF), November 2015, 29 Seiten (PDF; 651 kB).